# Forelbaars
De forelbaars (Micropterus salmoides) is een grote vertegenwoordiger van de familie van de zonnebaarzen (Centrarchidae). Hij bereikt een lengte van bijna een meter en een maximaal gewicht van 10,1 kg. De forelbaars leeft van vis, schaaldieren en kikkers.

## Beschrijving
De forelbaars heeft een spoelvormig, zijdelings afgeplat lijf. De grote kop is meer dan 25% van zijn totale lengte. De volwassen vis is gemiddeld 40 cm, maar kan 97 cm lang worden. De rugvin is verdeeld in twee delen, het eerste deel heeft 10 stekels en het tweede deel 11 tot 14 vinstralen. Jonge forelbaarzen zijn olijfgroen met donkere rug, lichtgekleurde flanken en een witte buik. Op de zijkant hebben ze een donkere, onregelmatig gevormde band. Oudere vissen zijn egaal grijs of donker olijfgroen.

## Verspreiding
Het oorspronkelijke verspreidingsgebied van de forelbaars ligt in het oosten van Noord-Amerika, het gebied van de Grote Meren, de Saint Lawrencerivier, de Hudsonbaai, de Mississippi en wateren in Mexico, Texas en Florida. Forelbaarzen worden soms in brak water aangetroffen. Forelbaarzen zijn aan het einde van de negentiende eeuw in Europa geïntroduceerd, bijvoorbeeld in de Wörthersee in Oostenrijk. Ook in Nederland zouden pogingen zijn gedaan, maar daarvan is nooit iets gemerkt. In de Maas zijn weleens forelbaarzen aangetroffen, maar die waren waarschijnlijk afkomstig uit België.

## Voortplanting
De forelbaars bouwt in de paaitijd (van maart tot juli) een nestkuil van soms een meter groot in de grindbodem. Hierin legt het vrouwtje de eieren en vindt de paai plaats, waarna beide partners de bevruchte eieren bewaken.